# Telefonen ringer (dokumentarfilm fra 1960)
|  | Denne artikel er oprettet af botten Steenthbot ud fra en ekstern database. Den kan derfor have sproglige fejl eller mangler. Denne skabelon kan fjernes efter kontrol af indholdet. |

 For alternative betydninger, se Telefonen ringer. (Se også artikler, som begynder med Telefonen ringer)
Telefonen ringer er en dansk undervisningsfilm fra 1960 instrueret af Jens Henriksen og efter manuskript af Egil Toke, Jens Henriksen og C.G Hansen.

## Handling
En instruktion i rigtig telefonering af speciel værdi for elever, som vil gå kontorvejen.